# Creature Feature
 (février 2024).
Creature feature est un groupe américain de rock gothique composé du guitariste Curtis Rx et du claviériste Erik X.

## Historique
Le groupe se forme en fin 2005, après que Curtis Rx et Erik X se rencontre durant une fête d'Halloween organisée par une amie qu'ils avaient en commun, ils commencent à écrire des morceaux le même soir. Le groupe fait un premier concert en 2006 au Dapper Cadaver, à Los Angeles. Creature Feature réalise son premier album en 2007, The Greatest Show Unearthed, contenant 10 pistes.

## Discographie

### Singles
- 2011 : Grave Robber At Large
- 2011 : The House Of Myth
- 2011 : The Unearthly Ones
- 2015 : The Netherworld
- 2015 : Nearly Departed
- 2015 : Here There Be Witches
- 2015 : Mad House
- 2015 : American Gothic
- 2018 : The Art Of Poisoning

## Liens
- Site officiel